# Porte de Vanves
Porte de Vanves – stacja linii nr 13 metra w Paryżu. Stacja znajduje się w 14. dzielnicy Paryża. Została otwarta 9 grudnia 1976 roku.

## Połączenia autobusowe i tramwajowe
- autobusy RATP: 58, 95, 191
- autobusy nocne: N63
- tramwaje: T3